# Weak Heart
"Weak Heart" é uma canção da cantora sueca Zara Larsson, lançada em 12 de janeiro de 2015 pela TEN Music Group como o quarto e último single de seu álbum de estreia 1 (2014). A canção alcançou a posição 53 na Suécia, tornando-se sua primeira música a não entrar no top 30 e seu único single a não obter nenhum credenciamento. Em uma crítica ao álbum, a faixa foi destacada por ser uma faixa comovente e mais emocionante.

## Desempenho comercial
"Weak Heart" estreou na posição 53 na Suécia e passou quatro semanas nas paradas.

## Videoclipe
O videoclipe da música foi lançado em 5 de dezembro de 2014, e foi dirigido por David Soutar. O vídeo mostra Larsson andando a cavalo.

## Faixas e formatos
- Download digital[carece de fontes?]

1. "Weak Heart" — 3:00

- Weak Heart — Remixes[4]

1. "Weak Heart" — 3:00
2. "Weak Heart" (Sam Crow & Mack Remix) — 3:15
3. "Weak Heart" (Don Palm Remix) — 3:16
4. "Weak Heart" (Do It Yourself Version) — 3:00

## Desempenho nas tabelas musicais
| Tabela musical (2015)      | Melhor posição |
| -------------------------- | -------------- |
| Suécia (Sverigetopplistan) | 53             |

## Histórico de lançamento
| Região | Data                  | Formato                    | Versão           | Gravadora | Ref.        |
| ------ | --------------------- | -------------------------- | ---------------- | --------- | ----------- |
| Várias | 12 de janeiro de 2015 | Download digital streaming | Original Remixes | TEN       | [ 4 ] [ 6 ] |